# Olimpíada de xadrez de 1978
A Olimpíada de xadrez de 1978 foi a 23.ª edição da Olimpíada de Xadrez organizada pela FIDE, realizada em Buenos Aires entre os dias 25 de outubro e 12 de novembro. A equipe da Hungria (Lajos Portisch, Zoltán Ribli, Gyula Sax, András Adorján, István Csom e Lászlo Vadász) venceu a competição, seguidos da União Soviética (Boris Spassky, Tigran Petrosian, Lev Polugaevsky, Boris Gulko, Oleg Romanishin e Rafael Vaganian) e dos Estados Unidos (Lubomir Kavalek, Walter Browne, Anatoly Lein, Robert Byrne, James Tarjan e William Lombardy). A oitava edição da Olimpíada de xadrez para mulheres foi realizada em conjunto. A equipe da União Soviética (Maia Chiburdanidze, Nona Gaprindashvili, Nana Alexandria e Elena Akhmilovskaya) conquistou a medalha de ouro, seguidos da Hungria (Zsuzsa Verőci, Mária Ivánka, Zsuzsa Makai e Rita Kas) e Alemanha (Anni Laakmann, Gisela Fischdick, Barbara Hund e Hannelore Weichert).

## Quadro de medalhas

### Masculino
| Tabuleiro | Ouro                | Prata                        | Bronze                         |
| 1.º       | SUI Viktor Korchnoi | PER Orestes Rodríguez Vargas | SWE Ulf Andersson              |
| 2.º       | POL Adam Kuligowski | CAN Peter Biyiasas           | FIN Yrjö Rantanen              |
| 3.º       | BUL Georgi Tringov  | URS Lev Polugaevsky          | HUN Gyula Sax NZL Vernon Small |
| 4.º       | PHI Glenn Bordonada | ESP Juan Bellón              | BRA Cícero Braga               |
| 1.º res   | USA James Tarjan    | ISR Nathan Birnboim          | CUB Silvino García Martínez    |
| 2.º res   | ISV John Turner     | CHN Zhang Weida              | MEX Roberto Navarro            |

### Feminino
| Tabuleiro | Ouro                    | Prata                                   | Bronze                                    |
| 1.º       | URS Maia Chiburdanidze  | WLS Jane Garwell                        | SWE Borislava Borisova                    |
| 2.º       | URS Nona Gaprindashvili | ROM Gertrude Baumstark HUN Mária Ivánka |                                           |
| 3.º       | URS Nana Alexandria     | GER Barbara Hund                        | POL Anna Jurczyńska                       |
| res       | URS Elena Akhmilovskaya | SWE Pia Cramling                        | WLS Helen Clare Watkins USA Dolly Teasley |